# Szentmihályúr
Szentmihályúr (szlovákul Michal nad Žitavou) község Szlovákiában, a Nyitrai kerületben, az Érsekújvári járásban.

## Fekvése
Érsekújvártól 25 km-re északkeletre, a Zsitva jobb partján.

## Élővilága
Szentmihályúron korábban[mikor?] fészkeltek gólyák. 2014-ben egy fészek volt az egykori EFSz-hez közel, illetve a plébánia udvarán. 2021-ben 4, 2023-ban és 2024-ben 3 fiókát számoltak össze. 2022-től újabb fészket építettek a főút mentén, melyben 2023-ban 2 fiókát neveltek fel.

## Története
Területén már a kőkorszakban is éltek emberek, később a laténi kultúra települése állt itt.
A falut és templomát az 1332 és 1337 között kelt pápai tizedjegyzékben "ecclesia Sancti Michaelis" alakban említik először. 1353-ban "Zenthmihal", 1421-ben "Zenthmihalur" néven szerepel a korabeli forrásokban. A Dióssy, Abaffy, Thuróczy családok voltak a fő birtokosai. 1560-tól a töröknek is adózott. A 17. század elején a Szobonya család is birtokos volt.
1787-ben 76 házában 514 lakos élt. 1828-ban 72 háza és 506 lakosa volt. Lakói főként mezőgazdasággal foglalkoztak. Pecsétjének legrégebbi ismert lenyomata 1845-ből származik, ezért lehetséges, hogy esetleg már a 19. század előtt is létezett. 1876-ban a Zsitva völgyi településeket is árvíz sújtotta, e falu is károkat szenvedett.
Nyitra vármegye monográfiája szerint "Szent-Mihályúr, zsitvavölgyi falu, 485 lakossal, kik közül 377 tót, 97 magyar. Vallásuk, néhánya kivételével, r. kath. Postája és vasúti megállóhelye van, de távirója Mánya. 1353-ban csak „Szent-Mihály”-nak (Zenthmihal) nevezték; 1421-ben azonban már mai elnevezésével találkozunk. Kath. temploma 1772-ben épült és kőfallal van körülvéve. Földesurai a Dióssyak, Abaffyak és Tarnóczyak voltak. A két előbbinek itt régi nemesi kúriája van."
A trianoni békeszerződésig Nyitra vármegye Érsekújvári járásához tartozott. 1938 és 1945 között újra Magyarország része. 1940-ben Bars és Hont k.e.e. vármegye része lett.

## Népessége
| Év:            | 1994. | 2004.   | 2014.   | 2024.   |
| -------------- | ----- | ------- | ------- | ------- |
| Emberek száma: | 684   | 697     | 665     | 683     |
| Eltérés:       |       | +1,90 % | -4,59 % | +2,70 % |

| Év:            | 2023. | 2024.   |
| -------------- | ----- | ------- |
| Emberek száma: | 681   | 683     |
| Eltérés:       |       | +0,29 % |

1880-ban 466 lakosából 331 szlovák, 95 magyar, 27 német anyanyelvű és 13 csecsemő volt; ebből 420 római katolikus, 28 zsidó és 18 református vallású.
1890-ben 485 lakosából 377 szlovák, 97 magyar, 11 német anyanyelvű volt.
1900-ban 479 lakosából 397 szlovák, 81 magyar és 1 német anyanyelvű volt.
1910-ben 592 lakosából 480 szlovák, 101 magyar és 11 német anyanyelvű volt.
1921-ben 579 lakosából 540 csehszlovák és 26 magyar volt.
1930-ban 688 lakosából 659 csehszlovák és 28 magyar volt.
1941-ben 845 lakosából 744 szlovák és 101 magyar volt.
1991-ben 682 lakosából 674 szlovák és 6 magyar volt.
2001-ben 695 lakosából 678 szlovák és 6 magyar volt.
2011-ben 672 lakosából 642 szlovák, 8 magyar, 4 cseh, 2 ruszin és 16 ismeretlen nemzetiségű volt.
2021-ben 672 lakosából 653 (+2) szlovák, 5 magyar, 8 (+1) egyéb és 6 ismeretlen nemzetiségű volt.

## Neves személyek
- Itt született 1912-ben Karol Markovič római katolikus pap, történész.(wd)
- Itt hunyt el 1931-ben tótdiósi Dióssy Imre országgyűlési képviselő[11]
- Itt szolgált Látecska Ede Endre (1891-1956) bencés tanár, plébános.

## Nevezetességei

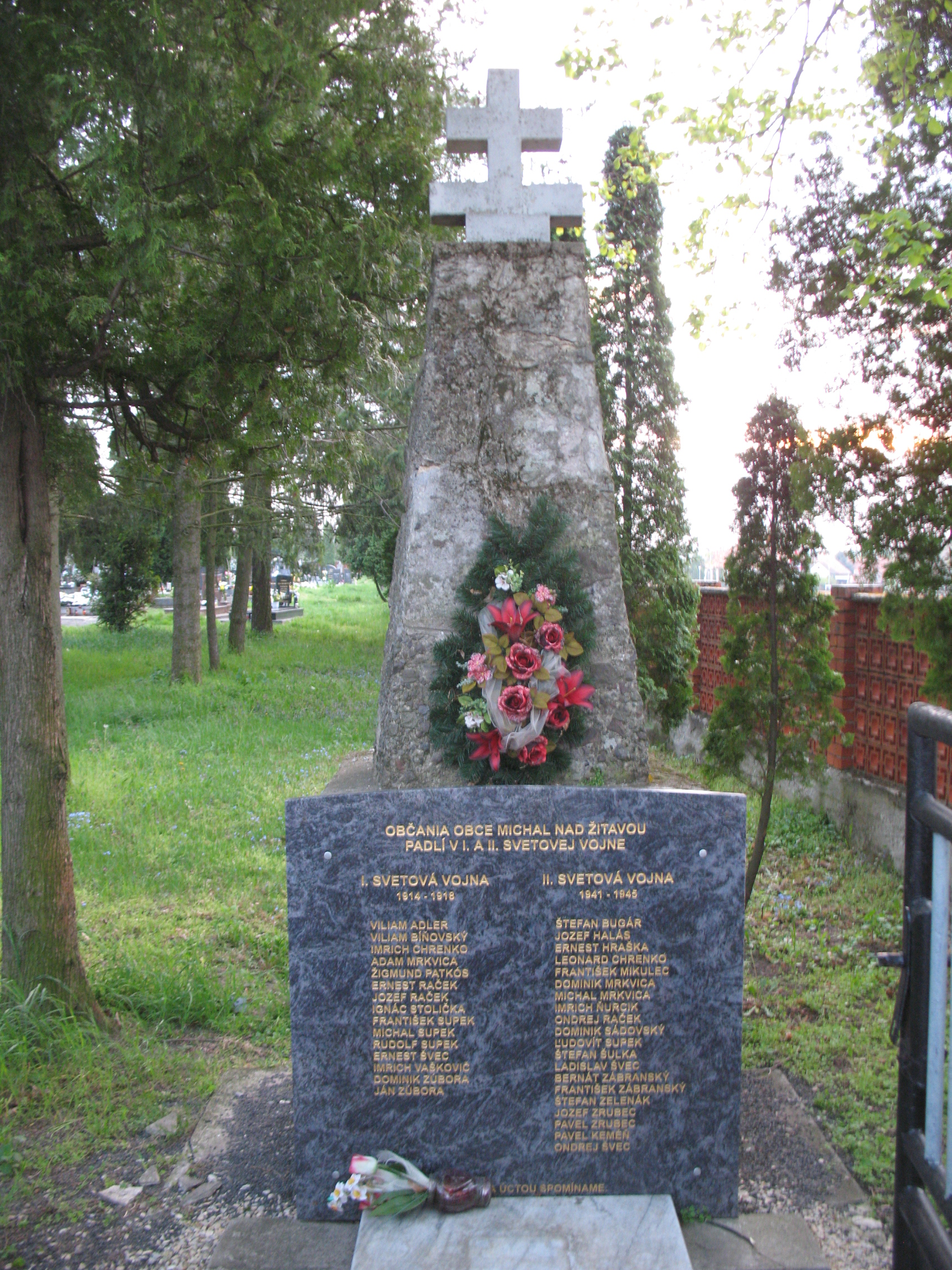
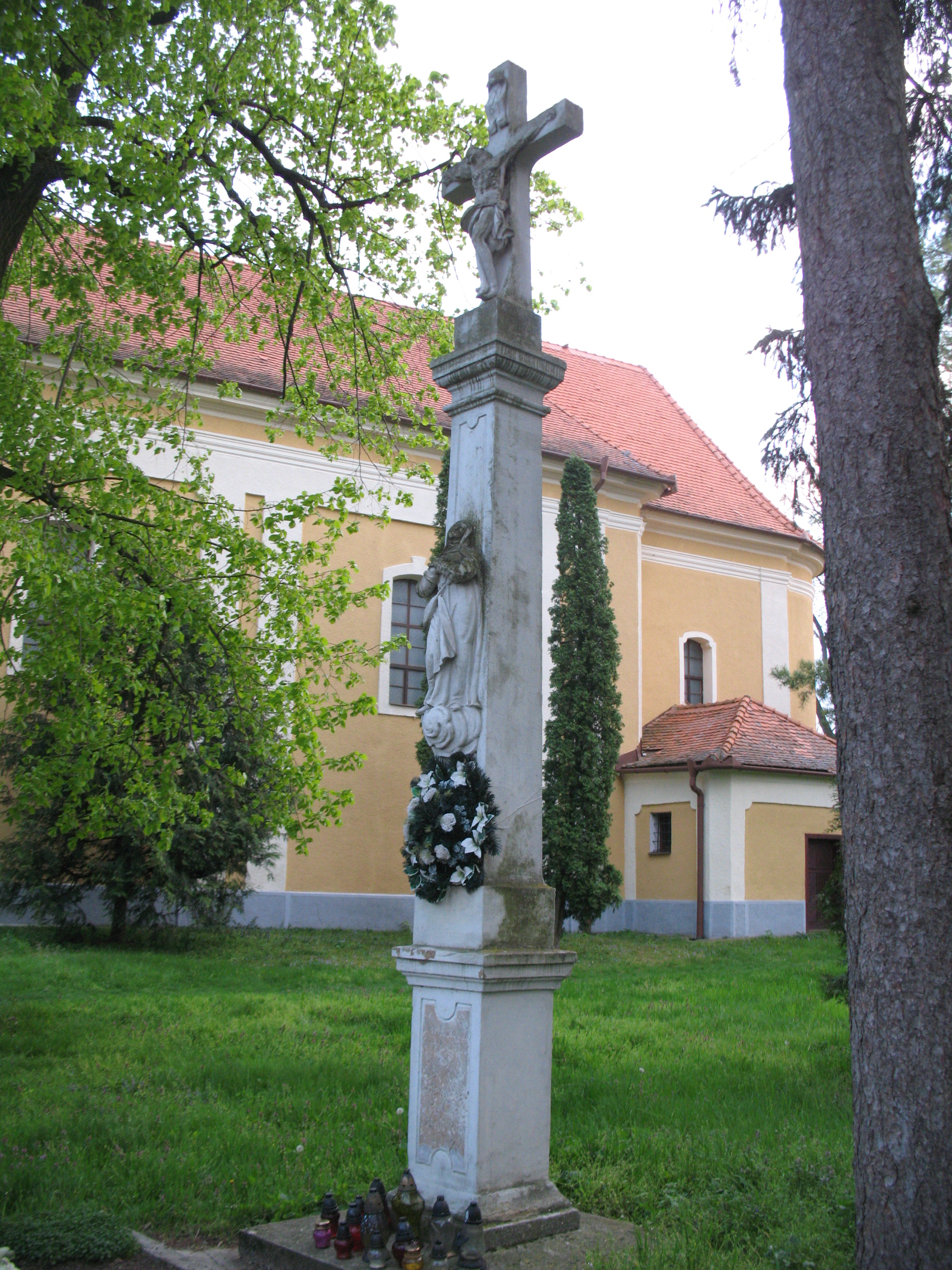
Kereszt 1797-ből
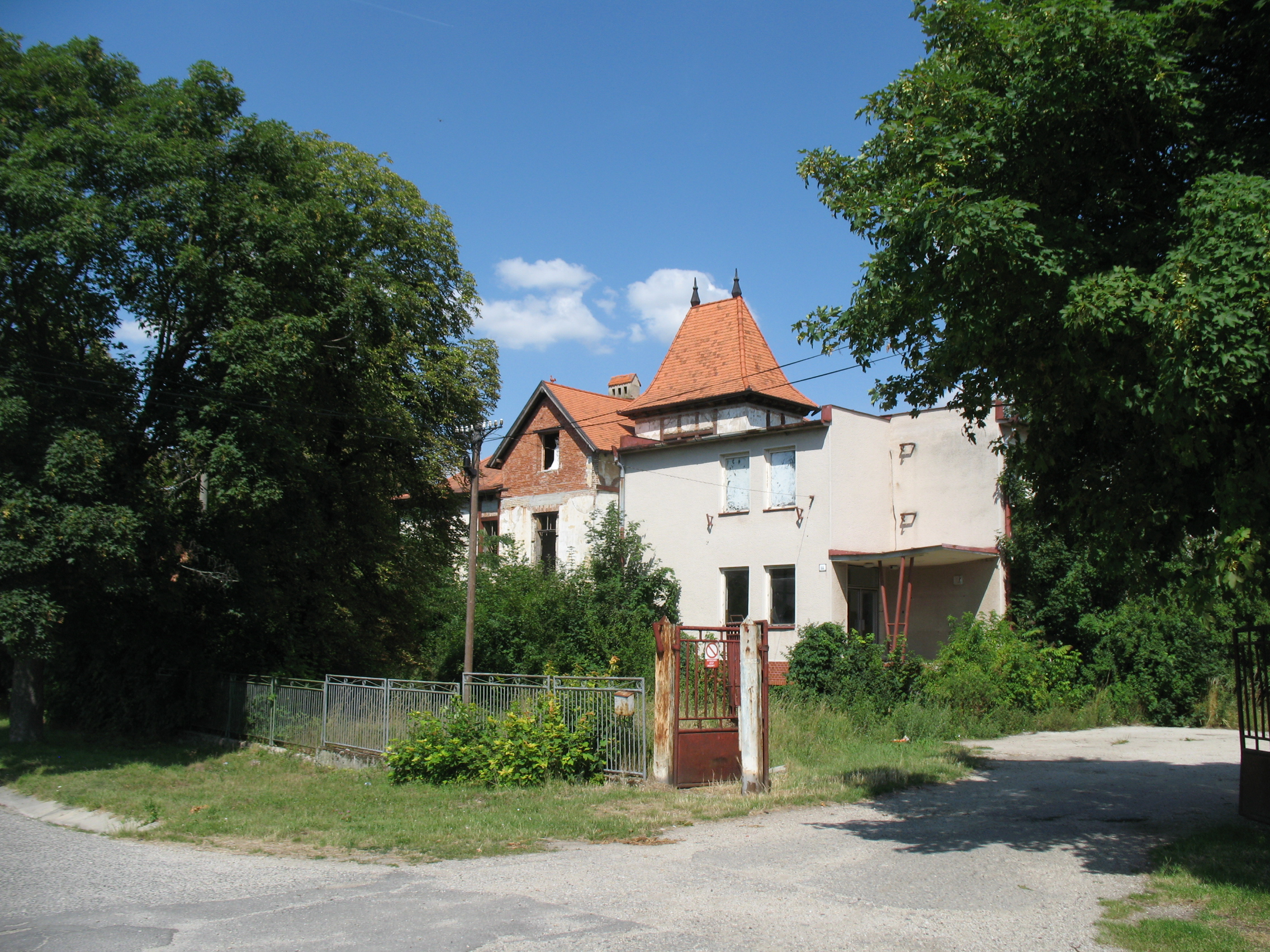
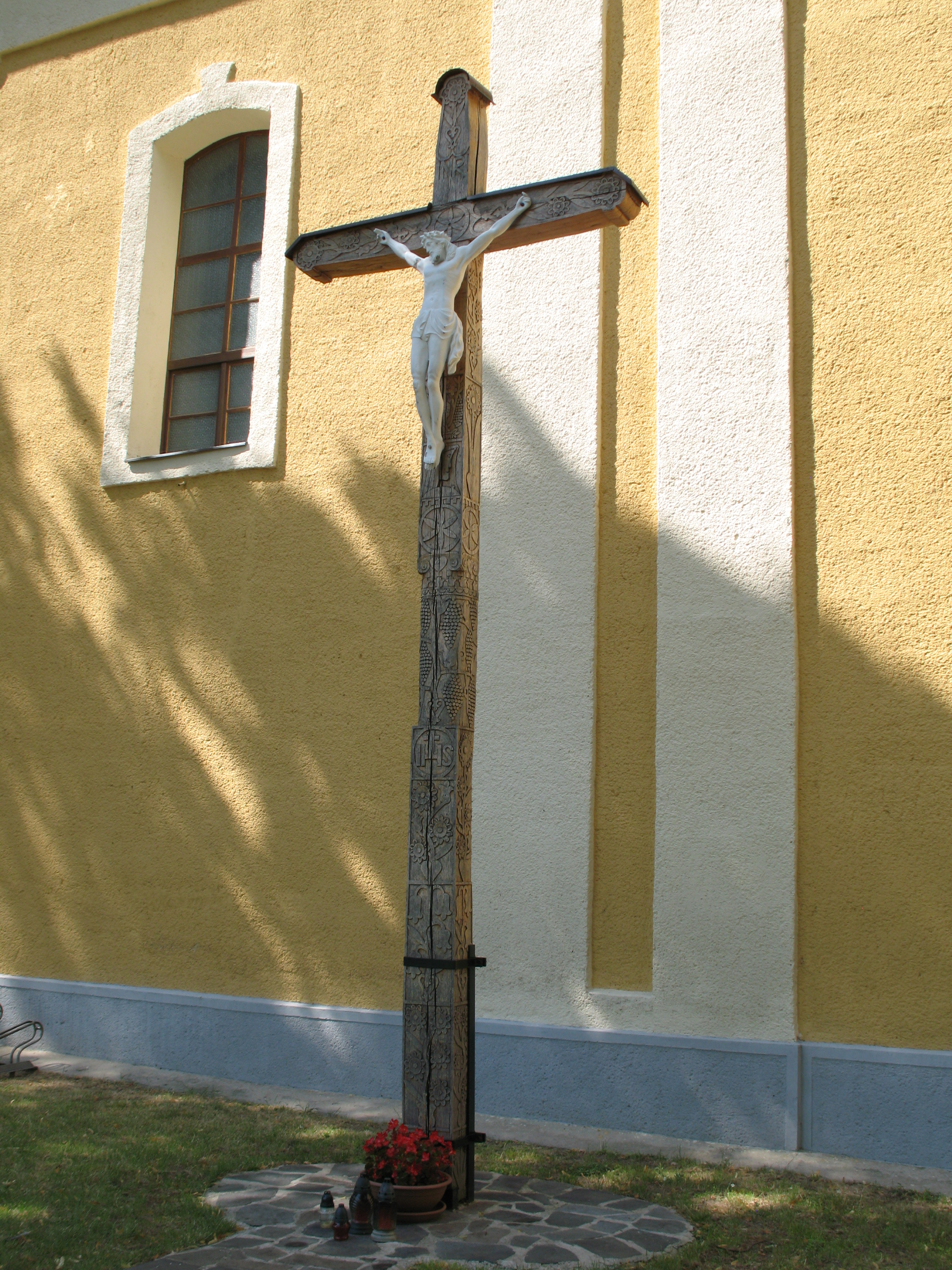
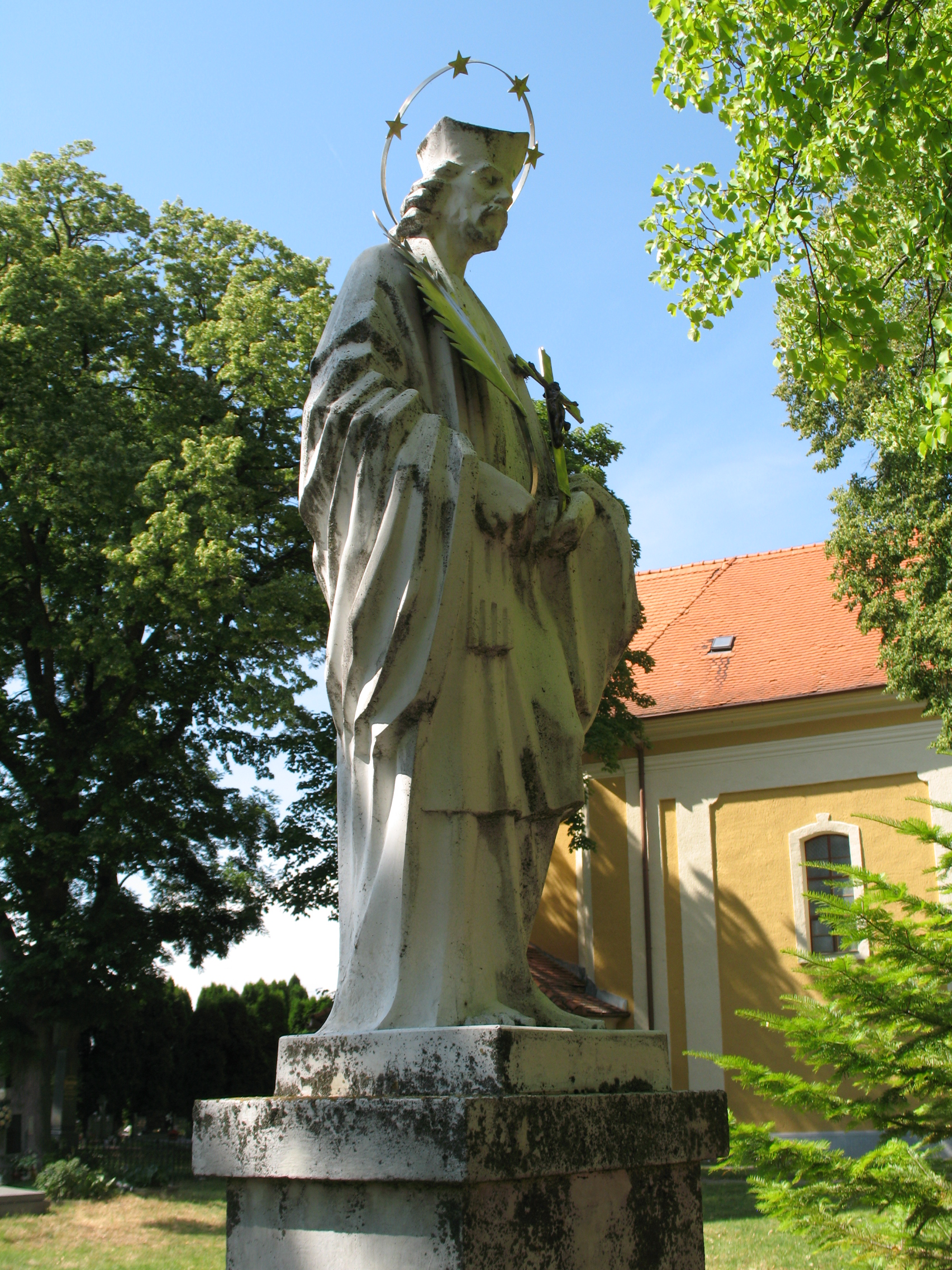
Nepomuk
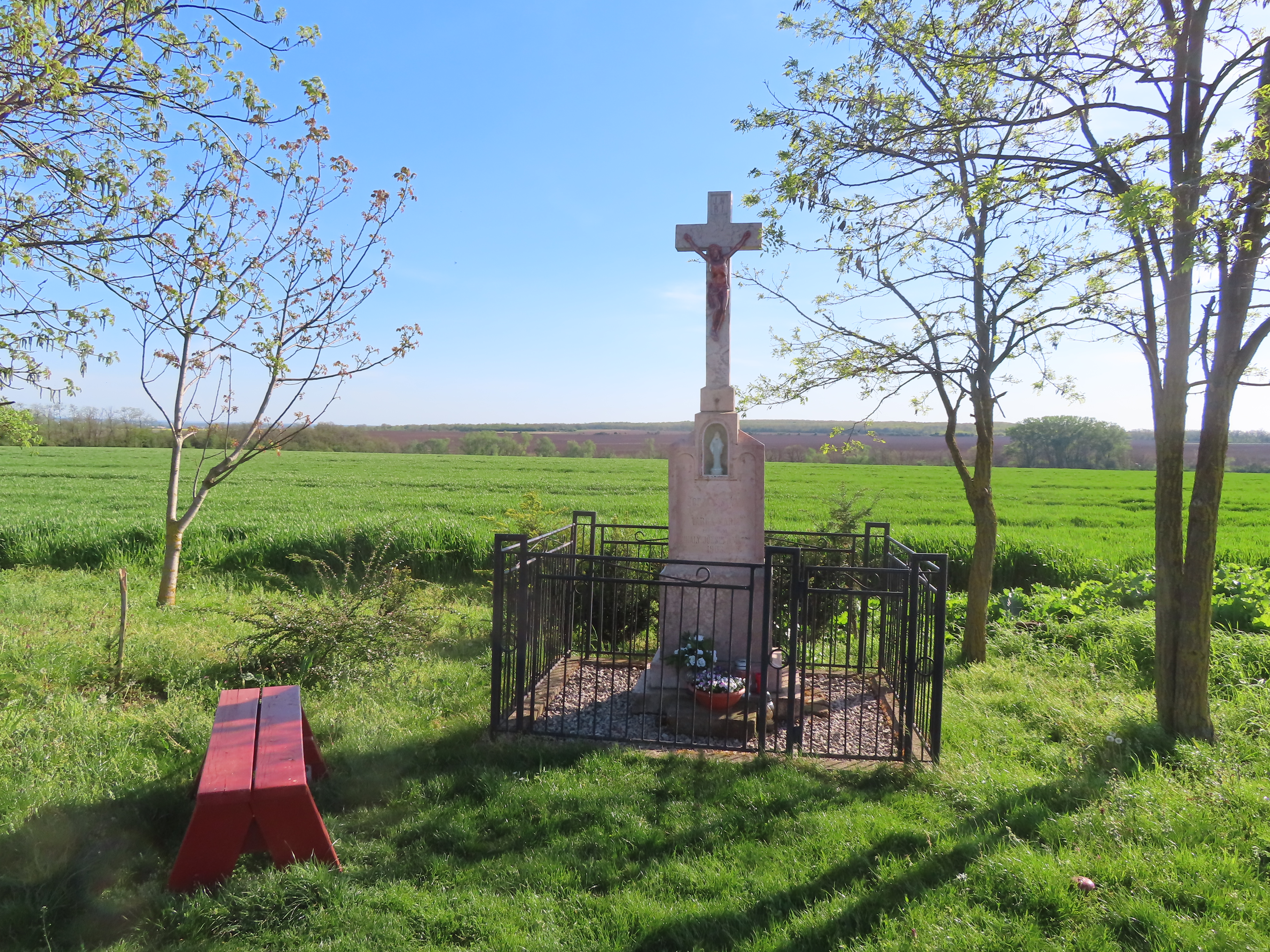
1903
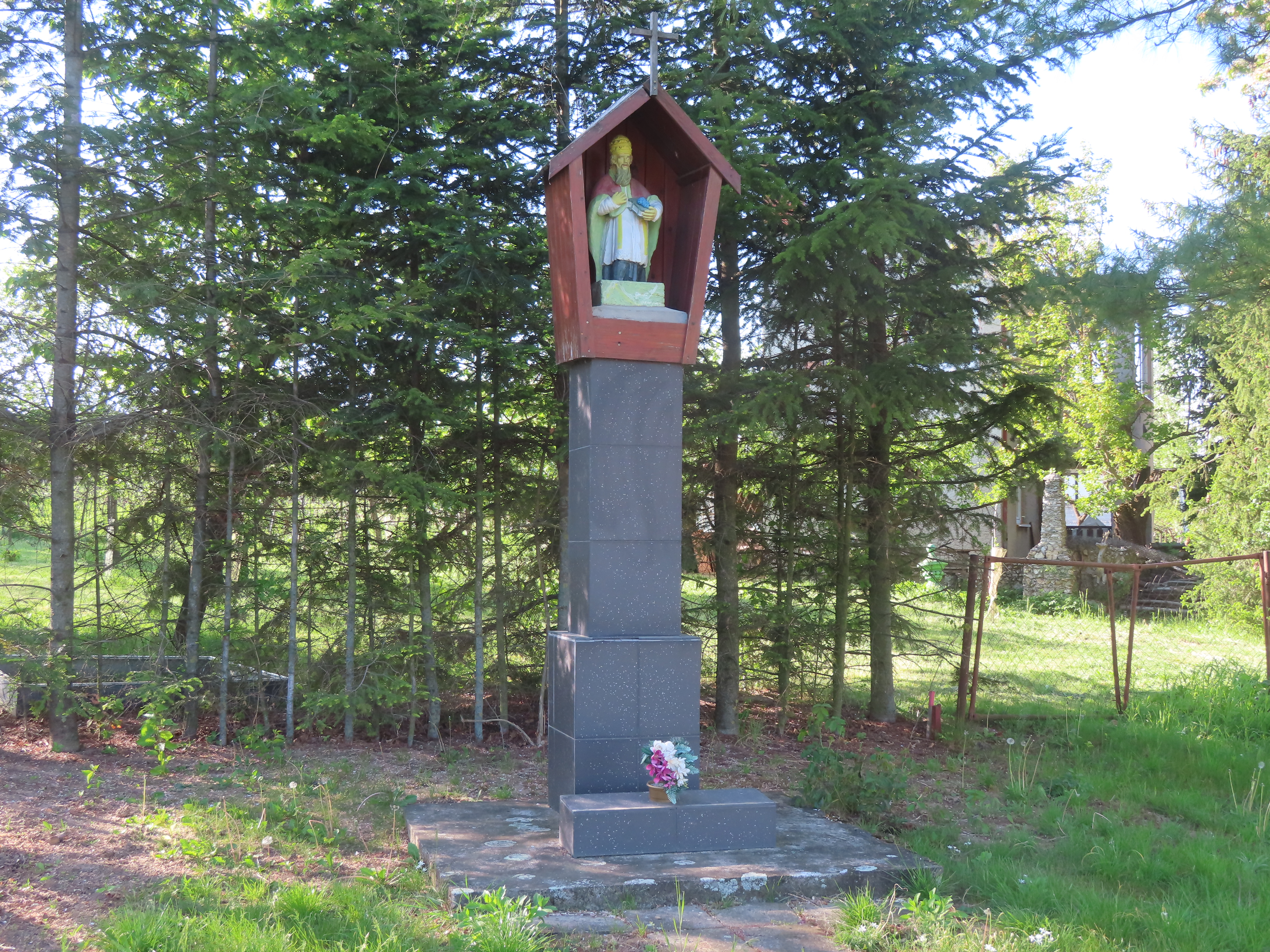
Orbán

- Mihály arkangyal tiszteletére szentelt, római katolikus temploma 1778-ban épült rokokó stílusban.
- Kastélya empire stílusú.

## Külső hivatkozások
- E-obce.sk Archiválva 2008. december 2-i dátummal a Wayback Machine-ben
- Községinfó
- Szentmihályúr Szlovákia térképén
- Travelatlas.sk